# San Pietro di Feletto
San Pietro di Feletto är en kommun i provinsen Treviso i regionen Veneto i Italien. Kommunen hade 5 219 invånare (2018).